# Peroxirredoxina
As Peroxirredoxinas (Prxs, EC 1.11.1.15) são uma família ubíqua de enzimas antioxidantes que também controlam os níveis de peróxido induzidos pela citocina, servindo assim como mediadoras da transdução de sinal nas células dos mamíferos.
A distribuição específica das Prxs na mitocôndria, em áreas como a matriz e o espaço intermembrana, desempenha um papel crucial na eliminação de peróxidos, sendo as mitocôndrias fontes significativas na geração dessas substâncias. O entendimento preciso da localização das peroxirredoxinas contribui significativamente para uma visão mais aprofundada de seu papel biológico e de como desempenham um papel fundamental na defesa contra o estresse oxidativo.
A atividade peroxidásica das Prxs envolve a redução de peróxidos, como o peróxido de hidrogênio (H2O2), utilizando cisteínas como substrato. A equação geral que representa a reação catalisada pela Prx é ROOH + 2e- + 2H+ → ROH + H2O, onde ROOH é o peróxido orgânico e ROH é o álcool correspondente. A Prx adota um mecanismo de dois estados para catalisar a reação, oxidando a cisteína ativa pelo peróxido para formar um sulfênico intermediário, que é posteriormente reduzido por outra cisteína na enzima. Esse mecanismo possibilita a regeneração da Prx, assegurando sua capacidade contínua de proteger as células contra o estresse oxidativo.
Além da localização específica, a versatilidade das Prxs em reduzir diversos peróxidos destaca sua importância fisiológica na preservação da vitalidade celular, abrangendo desde organismos bacterianos até seres humanos. O mecanismo de dois estados adotado por essas enzimas para catalisar a reação oferece a capacidade de regeneração da Prx, garantindo sua eficácia contínua na proteção contra o estresse oxidativo. Compreender o papel das Prxs na fisiologia celular pode ter implicações significativas na prevenção e tratamento de doenças relacionadas ao estresse oxidativo, como câncer e doenças neurodegenerativas.
As Prxs foram descobertas no final dos anos 90, no laboratorio de Earl Stadtman pelo grupo do Dr. Sue Goo Rhee como um fator proteico que protegia a glutamina sintetase da inativação oxidativa pelo sistema de Fe3+/O2/Tiois.
Nos anos 90, as peroxirredoxinas foram descobertas como uma nova classe de antioxidantes que protegem as células contra o estresse oxidativo. Essas proteínas são capazes de reduzir peróxidos orgânicos e inorgânicos, bem como peroxinitrito, usando tióis como doadores de elétrons. As peroxirredoxinas são encontradas em todos os organismos vivos e estão envolvidas em uma ampla variedade de processos biológicos, incluindo a regulação do sinal redox, a proteção contra o estresse oxidativo e a modulação da atividade de enzimas. 
Em 1988, foi identificada uma proteína que possui um radical de enxofre e demonstra a capacidade singular de atuar como um scavenger (capturador) de espécies reativas de oxigênio (ROS), distinguindo-se das proteínas convencionais com atividade antioxidante, como catalase, glutationa peroxidase ou superóxido dismutase. Ao longo dos anos, essa proteína foi categorizada como parte da família das peroxirredoxinas (PRDX), embora sua função ainda não seja completamente compreendida. Sua importância no contexto da tumorigênese está relacionada à regulação de ROS. 
A hiperóxidação da peroxirredoxina pode ocorrer em resposta a altas concentrações de H2O2 e outros peróxidos, e pode levar à formação de um dímero intermolecular ou a uma oxidação irreversível do resíduo de cisteína ativo da enzima. Essa modificação pode ter efeitos tanto positivos quanto negativos na função da peroxirredoxina, dependendo do contexto celular. Por exemplo, a hiperóxidação pode aumentar a atividade de chaperona não peroxidase da peroxirredoxina, permitindo que ela desempenhe um papel na proteção contra o estresse proteico. No entanto, a hiperóxidação também pode inibir a atividade peroxidase da peroxirredoxina, o que pode levar a um acúmulo de H2O2 e outros peróxidos e, consequentemente, a danos celulares.
As Prxs são divididas em três subgrupos, 1-Cys, atípico 2-Cys e 2-Cys, de acordo com seu sítio ativo. Além disso, as Prxs adotam um mecanismo de dois estados para catalisar a reação, oxidando a cisteína ativa pelo peróxido para formar um sulfênico intermediário, que é posteriormente reduzido por outra cisteína na enzima.
Em 1994, as designações 1-Cys e 2-Cys foram introduzidas ao perceber que, entre as 22 sequências de Prx na época, apenas um resíduo de Cys era totalmente conservado.
Compreender o papel das Prxs na fisiologia celular pode ter implicações significativas na prevenção e tratamento de doenças relacionadas ao estresse oxidativo, como o câncer e doenças neurodegenerativas.

### Identificação da Peroxirredoxina como antioxidante enzimático
A primeira peroxirredoxina foi identificada na levedura em brotamento Saccharomyces cerevisiae como um eliminador de radicais de enxofre em 1987. Na época, foi chamada de antioxidante específico de tiol (TSA), pois essa enzima antioxidante exigia tiol para sua atividade . 
As peroxirredoxinas exibem várias características diferentes das enzimas antioxidantes clássicas. Em primeiro lugar, elas não requerem cofatores redox para sua função (como cobre/zinco para a superóxido dismutase e heme para a citocromo c peroxidase). Em segundo lugar, um cisteína peroxidática única no centro catalítico das peroxirredoxinas é responsável por suas funções básicas na defesa contra oxidantes.
Em terceiro lugar, essas enzimas antioxidantes podem reduzir um amplo espectro de oxidantes, incluindo espécies reativas de oxigênio (ROS) e espécies reativas de nitrogênio (RNS), por meio da cisteína redox ativa conservada evolutivamente.  
Essas peroxidases dependentes de tiol podem ser encontradas em todos os organismos, e múltiplos isoenzimas são comumente encontrados em uma espécie. Em 2016, esta grande e altamente conservada família de peroxidases foi renomeada como peroxirredoxina pelo Comitê de Nomenclatura da União Internacional de Bioquímica e Biologia Molecular.
As Prx foram historicamente divididas em três classes (mecanismos):
- Prxs 2-Cys típicos
- Prxs 2-Cys atípicos
- 1-Cys Prx

As Peroxirredoxinas (Prxs) são agrupadas em seis subfamílias evolutivas (Prx1, Prx5, Prx6, Tpx, PrxQ e AhpE) ,que variam em estados oligoméricos e interfaces, bem como nas localizações dos resíduos de cisteína em resolução. A subfamília Prx1, predominantemente composta por enzimas, representa 0,1-1% da proteína solúvel celular.
Os resíduos de Cisteína são conhecidos como cisteína peroxidática (CP) e cisteína em resolução (CR), a cisteína em resolução forma uma ligação dissulfeto com a CP nas Prxs generalizadas. A presença e locação da cisteína em resolução (CR) em todos os seis grupos são heterogêneas. Embora a designação 1-Cys Prx tenha sido inicialmente associada ao grupo Prx6.
As Prxs 2-Cys típicos são caracterizadas por dois cisteínos que formam um dímero intermolecular e são oxidados durante a catálise. Elas têm uma sequência de aminoácidos diferente na região do segundo cisteíno, o que resulta em uma reatividade diferente. As peroxirredoxinas 1-Cys têm apenas um cisteíno conservado e são encontradas principalmente em bactérias e arqueas. Cada tipo de peroxirredoxina tem uma função específica na proteção contra o estresse oxidativo.

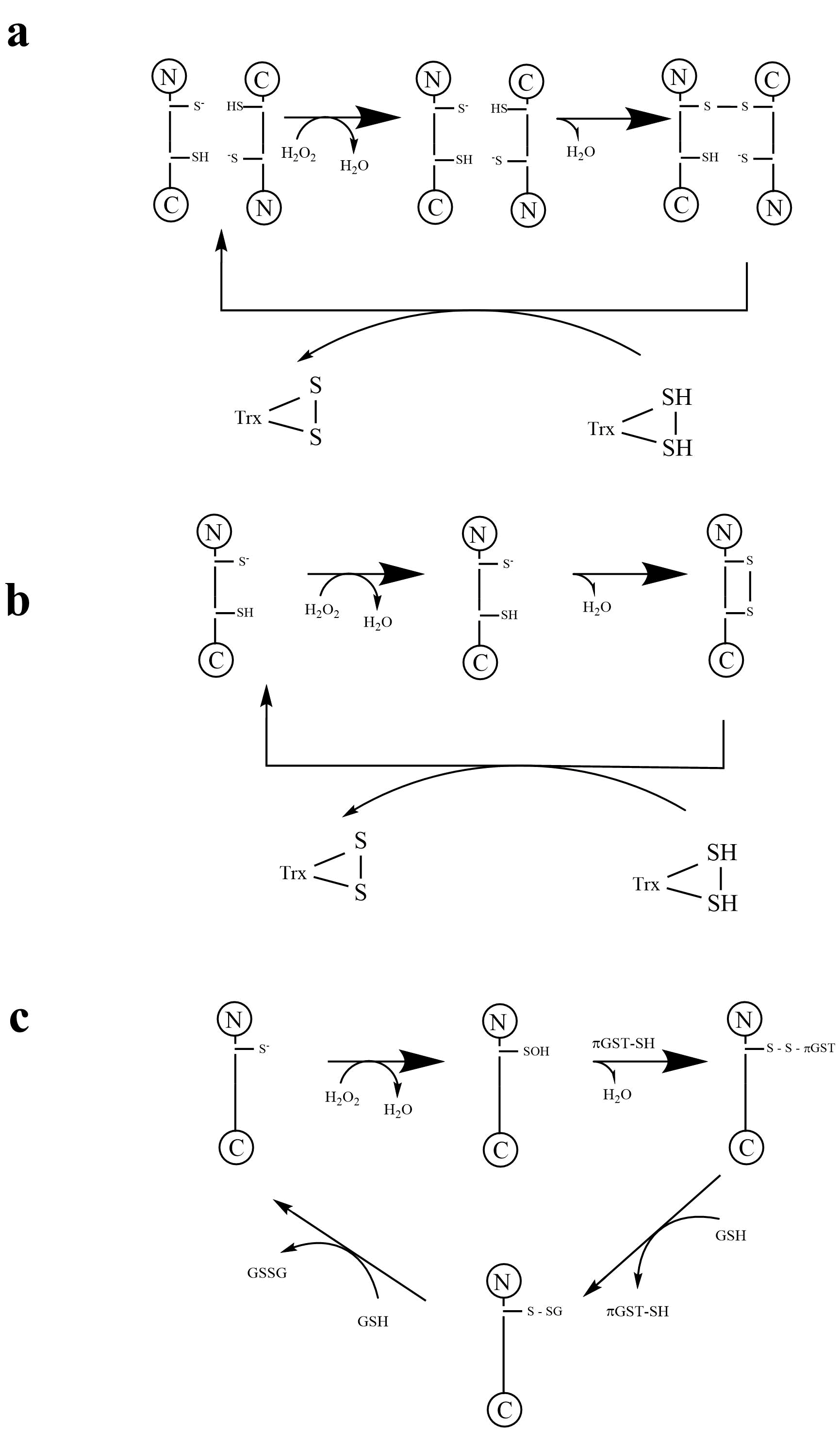
Figura 1: Mecanismo de reação da peroxirredoxina (Prxs) Enzima

Os sítios ativos da peroxirredoxinas apresentam um resíduos de cisteína redox-ativa (α cisteína peroxidática), que sofre oxidação a ácido sulfônico pelo substrato do peroxido
A peroxirredoxina é uma enzima antioxidante que desempenha um papel fundamental na regulação do estresse oxidativo no organismo. A figura 1 apresenta o ciclo catalítico da peroxirredoxina, que envolve a redução do peróxido de hidrogênio (H2O2) a água (H2O) por meio da oxidação de um resíduo de cisteína presente na enzima.

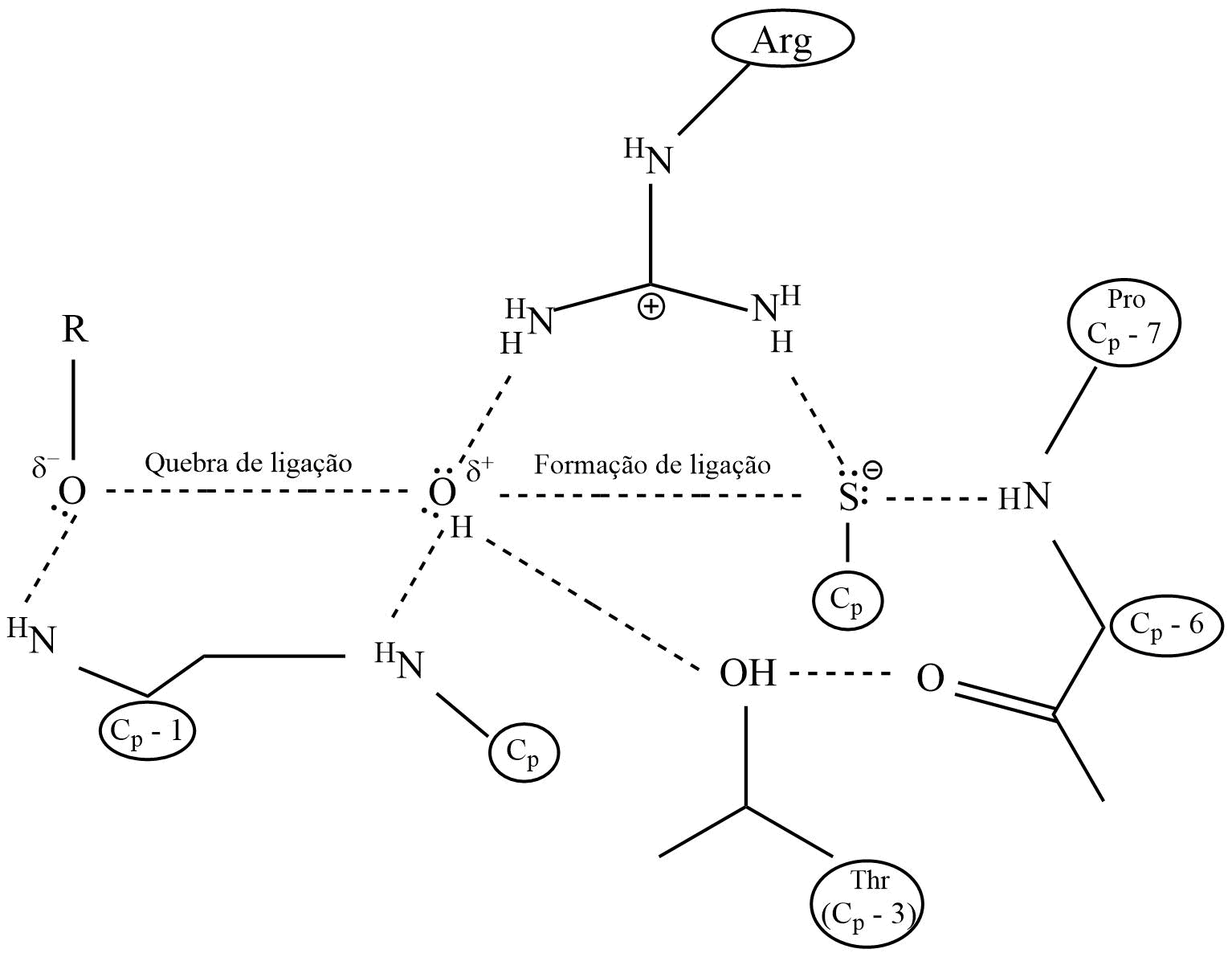
Figura 2: A estrutura proposta do estado de transição para a reação de um peróxido com uma peroxirredoxina

Esse processo é mediado por outras proteínas, como a tiorredoxina e a glutationa, que fornecem elétrons para a peroxirredoxina. A figura 2 apresenta a estrutura tridimensional da peroxirredoxina, mostrando o resíduo de cisteína (Cys) que é oxidado durante o ciclo catalítico. Esse resíduo de cisteína é o chamado cisteína peroxidática (CysP), que é oxidado a ácido sulfênico (CysP-SOH) pelo substrato peróxido. A reciclagem do ácido sulfênico de volta a um tiol é o que distingue as três classes de enzimas peroxirredoxinas.
A figura 3 apresenta a estrutura tridimensional da peroxirredoxina em complexo com a tiorredoxina, mostrando a interação entre as duas proteínas durante o ciclo catalítico. O conhecimento detalhado do ciclo catalítico da peroxirredoxina e de suas funções de sinalização é fundamental para o desenvolvimento de terapias que visem modular a atividade dessa enzima em doenças associadas ao estresse oxidativo, como o câncer e as doenças neurodegenerativas.

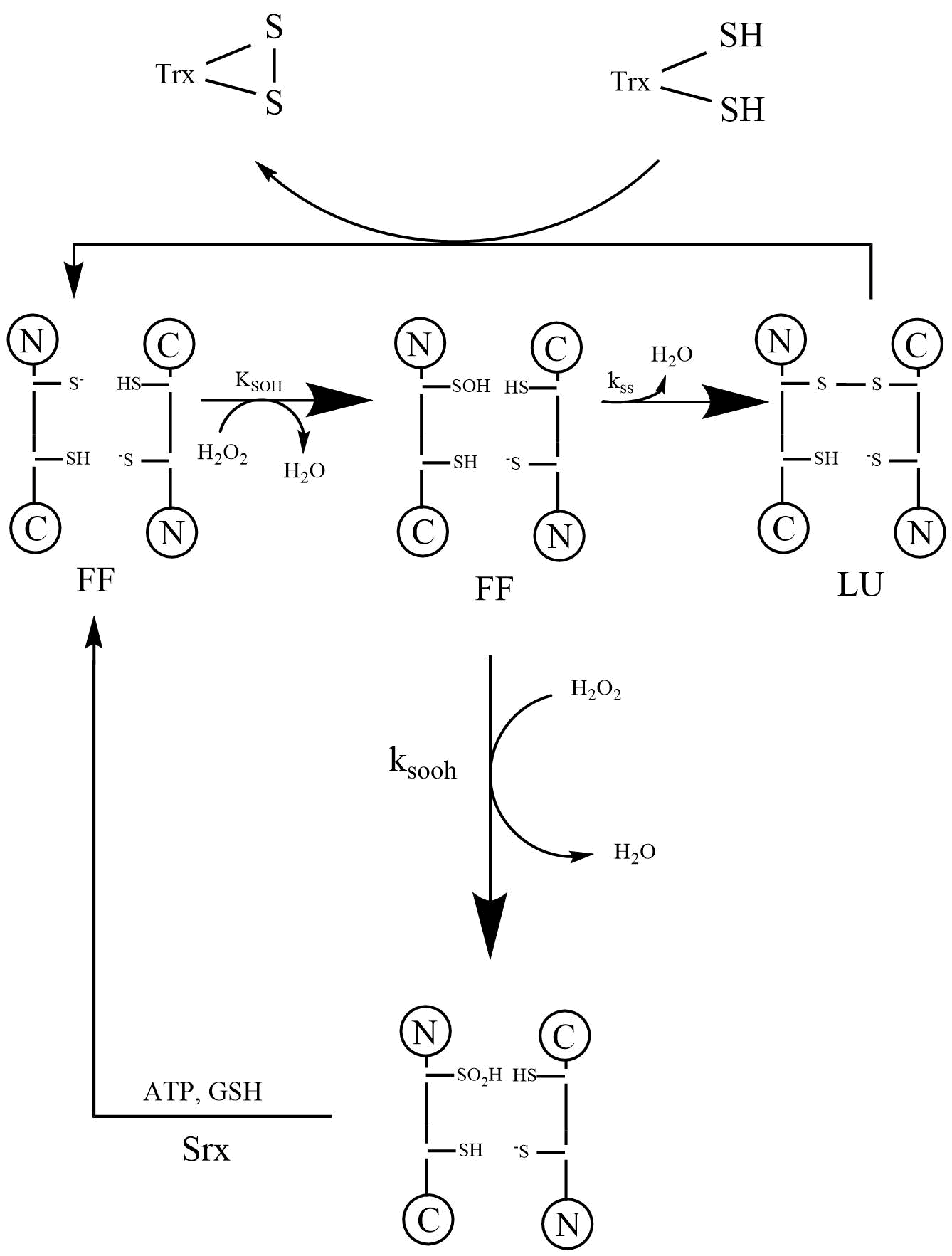
Figura 3: Modelo catalítico e hiperoxidação reversivel de 2-Cys Prx

Modelo para o ciclo catalítico e hiperoxidação reversível de 2-Cys Prx baseado em dois estados distintos de conformação proteica. O tiolato CP de 2-Cys Prx, localizado na base do sítio ativo na conformação FF, é oxidado por H2O2 para CP–SOH, que por sua vez entra em duas vias competitivas: formação de um dissulfeto com CR–SH ou passar por uma oxidação adicional para CP–SO2H. Para a primeira via, é necessário ocorrer um rearranjo estrutural para gerar uma conformação LU, na qual o CP–SOH é exposto e reage com CR–SH.
O dissulfeto resultante é reduzido por Trx para restaurar o CP–SH no estado FF, completando o ciclo catalítico. O CP–SOH no estado FF pode entrar na segunda via para sofrer uma oxidação adicional por H2O2 para CP–SO2H, resultando em inativação catalítica. 
A Prx inativada, hiperoxidada, é reativada por meio de uma reação de redução catalisada pela atividade dependente de ATP de Srx.  Abreviações: ATP, adenosina trifosfato; CP, cisteína peroxidática; CR, cisteína resolvente; Cys, cisteína; FF, totalmente dobrada; GSH, glutationa; H2O2, peróxido de hidrogênio; LU, localmente não dobrada; Prx, peroxirredoxina; Srx, sulfirredoxina; Trx, tiorredoxina.
A regulação enzimática da peroxirredoxina é um processo complexo que envolve a interação com outras proteínas e modificações pós-traducionais. A peroxirredoxina pode ser regulada por meio da interação com outras proteínas, como a tiorredoxina e a glutatião S-transferase pi (GSTP), que afetam a atividade antioxidante da enzima. 
Além disso, a peroxirredoxina também pode ser regulada por meio de modificações pós-traducionais, como a fosforilação e a acetilação, que afetam a atividade da enzima e sua capacidade de interagir com outras proteínas. A regulação da peroxirredoxina é importante para manter o equilíbrio redox no organismo e prevenir danos oxidativos às células. O conhecimento detalhado dos mecanismos de regulação da peroxirredoxina é fundamental para o desenvolvimento de terapias que visem modular a atividade dessa enzima em doenças associadas ao estresse oxidativo, como o câncer e as doenças neurodegenerativas.
As peroxirredoxinas protegem as células de vários peróxidos, desempenhando um papel importante na manutenção da homeostase redox e também estão envolvidas na transmissão de sinais extracelulares e intracelular.
A peroxirredoxina é uma enzima antioxidante presente em diversos organismos, desde bactérias até humanos. Sua principal função é proteger as células contra os danos causados pelos radicais livres, que são moléculas altamente reativas que podem danificar proteínas, lipídios e DNA. A peroxirredoxina atua reduzindo peróxidos, como o peróxido de hidrogênio, em água, evitando assim a formação de espécies reativas de oxigênio. Além disso, estudos recentes têm mostrado que a peroxirredoxina também pode desempenhar outras funções, como a regulação de vias de sinalização celular e a proteção contra o estresse oxidativo induzido por fatores ambientais, como a radiação UV. Em resumo, a peroxirredoxina é uma enzima essencial para a manutenção da homeostase celular e para a prevenção de doenças relacionadas ao estresse oxidativo. 
A importância fisiológica das peroxirredoxinas é evidenciada pela sua abundância relativa (sendo uma das proteínas mais abundantes em eritrócitos após a hemoglobina). Em estudos utilizando camundongos sem peroxirredoxina 1 ou 2 desenvolvem anemia hemolítica grave e têm predisposição a certos cânceres hematopoiéticos.
A Peroxirredoxina é reduzida pela tioredoxina (Trx) após redução do peróxido de hidrogênio (H2O2) nas seguintes reações:

Prx(reduzida) + H2O2 → Prx(oxidada) + 2H2O
Prx(oxidada) + Trx(reduzida) → Prx(reduzida) + Trx(oxidada)

Em termos químicos, essas reações podem ser representadas:

RSH + H2O2 → RSOH + 2H2O
RSOH + R'SH → RSSR'
RSSR' + 2 R"SH → RSH + R'SH + R"SSR"

As peroxirredoxinas 2-Cys em plantas são direcionadas pós-traducionalmente para os cloroplastos, onde protegem a membrana fotossintética contra danos fotooxidativos. A expressão gênica nuclear depende da sinalização cloroplasto-núcleo e responde a sinais fotossintéticos, como a disponibilidade de aceptor no fotossistema II e o ABA.
As peroxirredoxinas (Prxs) têm implicações importantes para a saúde humana. Pesquisas recentes destacaram seus papéis em uma ampla gama de processos fisiológicos e patológicos, como progressão tumoral e resistência, inflamação, envelhecimento, apoptose, ritmicidade metabólica circadiana, mitose, montagem do fuso e fidelidade da replicação do DNA.
O estresse oxidativo, resultado de uma perturbação na homeostase redox, é considerado um dos principais eventos agravantes na patogênese de distúrbios imunológicos. As Prxs são uma família de enzimas que catalisam a redução de peróxidos, incluindo peróxido de hidrogênio, peróxidos lipídicos e peróxidos de nitrogênio.
Além disso, as Prxs também desempenham um papel importante na proteção contra microorganismos patogênicos. Elas usam um resíduo de cisteína altamente reativo para decompor hidroperóxidos e também podem desempenhar outras funções, como atividades de chaperona molecular e fosfolipase, contribuindo para a proteção microbiana contra as defesas do hospedeiro.

Portanto, as Prxs emergem como alvos atraentes para a produção de testes de diagnóstico e vacinas, além de serem potenciais alvos para medicamentos microbicidas.